# Pogonianí
Pogonianí, en grec moderne : Πωγωνιανή, est un village et un ancien dème du district régional d'Ioánnina, en Épire, Grèce. Depuis 2010, il est fusionné au sein du dème de Pogóni.
Selon le recensement de 2011, la population du dème compte 567 habitants tandis que celle du village s'élève à 425 habitants.